# 拉塞尔纳
拉塞尔纳，是西班牙卡斯蒂利亚-莱昂帕伦西亚省的一个市镇。 总面积12平方公里，总人口128人（2001年），人口密度11人/平方公里。